# گوستاوو بلانکو
گوستاوو ازکیل بلانکو لشچوک (اسپانیایی: Gustavo Ezequiel Blanco Leschuk؛ زادهٔ ۵ نوامبر ۱۹۹۱) بازیکن فوتبال اهل آرژانتین است که در پست مهاجم برای باشگاه فوتبال فولاد خوزستان در لیگ برتر خلیج فارس بازی می‌کند.

## اوایل زندگی
بلانکو در مندوسا، آرژانتین به دنیا آمده و اصالتاً اوکراینی است.

## عملکرد باشگاهی
بلانکو نخستین بازی رسمی خود را برای باشگاه آرسنال ساراندی در جریان پیروزی ۳–۰ مقابل ایندپندینته به تاریخ ۸ مارس ۲۰۱۱ انجام داد وی نخستین گل خود نیز در ۱۱ ژوئن ۲۰۱۱ مقابل کولون به ثمر رساند تا زننده تنها گل تیمش در جریان مساوی ۱–۱ باشد.
در ۲۷ فوریه ۲۰۱۴ باشگاه آنژی مخاچ‌قلعه روسیه اعلام کرد گوستاوو بلانکو با قراردادی آزاد به این تیم پیوسته است. وی در نهایت بدون انجام حتی یک بازی برای این تیم در انتهای فصل جدا شد.
بلانکو در سپتامبر ۲۰۱۴ با قراردادی ۲ ساله به باشگاه الوداد کازابلانکا مراکش پیوست و در فوریه ۲۰۱۵ با توافقی دو طرفه از به قرارداد خود با این تیم پایان داد.
وی در مارس ۲۰۱۵ به باشگاه فوتبال آشوری‌ها سوئد و پس از آن در سال ۲۰۱۶ به کارپاتی لویو اوکراین پیوست.

### استقلال
بلانکو علی‌رغم داشتن پیشنهاداتی از پرسپولیس در تاریخ ۹ شهریور ۱۴۰۲ رسماً به استقلال پیوست و به اولین بازیکن آرژانتینی تاریخ استقلال تبدیل شد. البته روند ثبت قرارداد این بازیکن حدود ۲ ماه به دلیل سقف قراردادها طول کشید اما سرانجام توانست اولین بازی خود را با پیراهن استقلال در مقابل آلومینیوم اراک انجام دهد.
گوستاوو اولین گل خود را با پیراهن استقلال در هفته دهم لیگ برتر ۰۳–۱۴۰۲ در مقابل باشگاه فوتبال تراکتور به ثمر رساند.

## عملکرد ملی
وی برای بازی در تیم ملی فوتبال اوکراین ابراز علاقه کرده ولی تاکنون هیچ بازی رسمی در ردهٔ ملی نداشته است.

## آمار باشگاهی
تا تاریخ ۲۵ اردیبهشت ۱۴۰۴
| باشگاه        | دسته          | فصل           | لیگ  | لیگ | جام حذفی | جام حذفی | آسیا | آسیا | سوپر جام | سوپر جام | مجموع | مجموع |
| باشگاه        | دسته          | فصل           | بازی | گل  | بازی     | گل       | بازی | گل   | بازی     | گل       | بازی  | گل    |
| ------------- | ------------- | ------------- | ---- | --- | -------- | -------- | ---- | ---- | -------- | -------- | ----- | ----- |
| استقلال       | لیگ برتر      | ۰۳–۱۴۰۲       | ۲۴   | ۶   | ۱        | ۰        | –    | –    | –        | –        | ۲۵    | ۶     |
| استقلال       | لیگ برتر      | ۰۴–۱۴۰۳       | ۱۱   | ۰   | ۱        | ۱        | ۵    | ۰    | –        | –        | ۱۷    | ۱     |
| مجموع استقلال | مجموع استقلال | مجموع استقلال | ۳۵   | ۶   | ۲        | ۱        | ۵    | ۰    | –        | –        | ۴۲    | ۷     |
| فولاد         | لیگ برتر      | ۰۴–۱۴۰۳       | ۱۴   | ۲   | ۰        | ۰        | –    | –    | –        | –        | ۱۴    | ۲     |
| مجموع فولاد   | مجموع فولاد   | مجموع فولاد   | ۱۴   | ۲   | ۰        | ۰        | –    | –    | –        | –        | ۱۴    | ۲     |
| مجموع آمار    | مجموع آمار    | مجموع آمار    | ۴۹   | ۸   | ۲        | ۱        | ۵    | ۰    | –        | –        | ۵۶    | ۹     |

## افتخارات

### باشگاهی
آرسنال ساراندی آرژانتین
- لیگ برتر آرژانتین (۱): ۱۲–۲۰۱۱

الوداد مراکش
- لیگ دسته اول مراکش (۱): ۱۵–۲۰۱۴

شاختار دونتسک اوکراین
- لیگ برتر اوکراین (۳): ۱۷–۲۰۱۶، ۱۸–۲۰۱۷، ۲۰–۲۰۱۹
- جام حذفی اوکراین (۲): ۱۷–۲۰۱۶، ۱۸–۲۰۱۷
- سوپر جام اوکراین (۱): ۲۰۱۷

استقلال ایران
- نایب قهرمان لیگ برتر ایران (۱): ۲۴–۲۰۲۳

### فردی
- بهترین مهاجم سال ۱۴۰۲ با رای مردمی (بخش پیامکی) در برنامه تلویزیونی نوروز فوتبالی